# 史跡保護

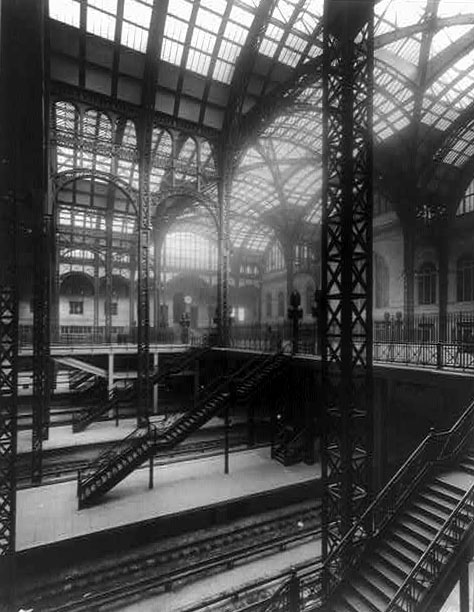
旧ペンシルベニア駅コンコースの取り壊しにより、保存に関する意識が高まる

史跡保護 (Historic preservation, Heritage preservation, Heritage conservation) は、歴史に重要性のある建造物、物、景色、他の人工物を保存し、保護しようと努力する取り組みをすることである。この語は、特に建築された環境の維持することを指し、原生林または荒野の保存することは意味しない。

## 歴史

### イングランド
鉄道がイングランド中に広がり始め、幾多の史跡は損傷した。1833年に、バーカムステッド・キャッスルは法規により公式に保護されたイングランドの最初の史跡である。しかし、1834年の新しい鉄道線が入り、門番小屋と外の土塁を破壊した。

## 影響を与えた人物
- ジョン・ラボック